# ルイ・ヴィカー

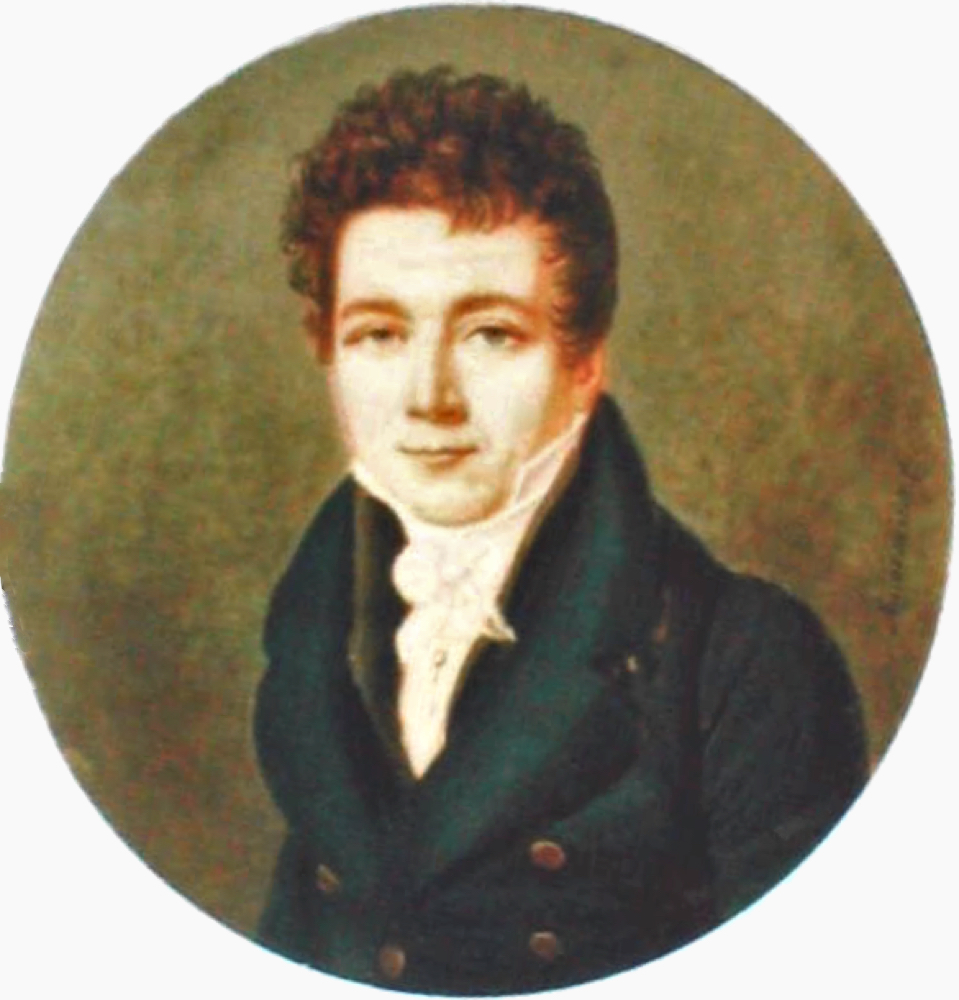
Portrait

ルイ・ヴィカー（Louis Joseph Vicat、1786年3月31日 - 1861年4月10日）はフランスの技術者、発明家である。セメントの工業的な製法を発明した。
1804年にエコール・ポリテクニーク 、1806年に国立土木学校を卒業した。
セメントの凝結を研究し、1817年に石灰岩を焼いて造った消石灰に粘土をまぜて焼くという人工的なセメントの製法を開発した。一般的なセメントの製法となったが、数年後にイギリスのジョゼフ・アスプディンにより開発されたポルトランドセメントに市場を奪われた。ヴィカーはコンクリートやセメントの凝結時間を評価するVicat needle法を発明し、これは現在も使用されている。息子のジョセフはVicat Cement社を設立し、今日も国際的なセメント製造会社である。